# Redia

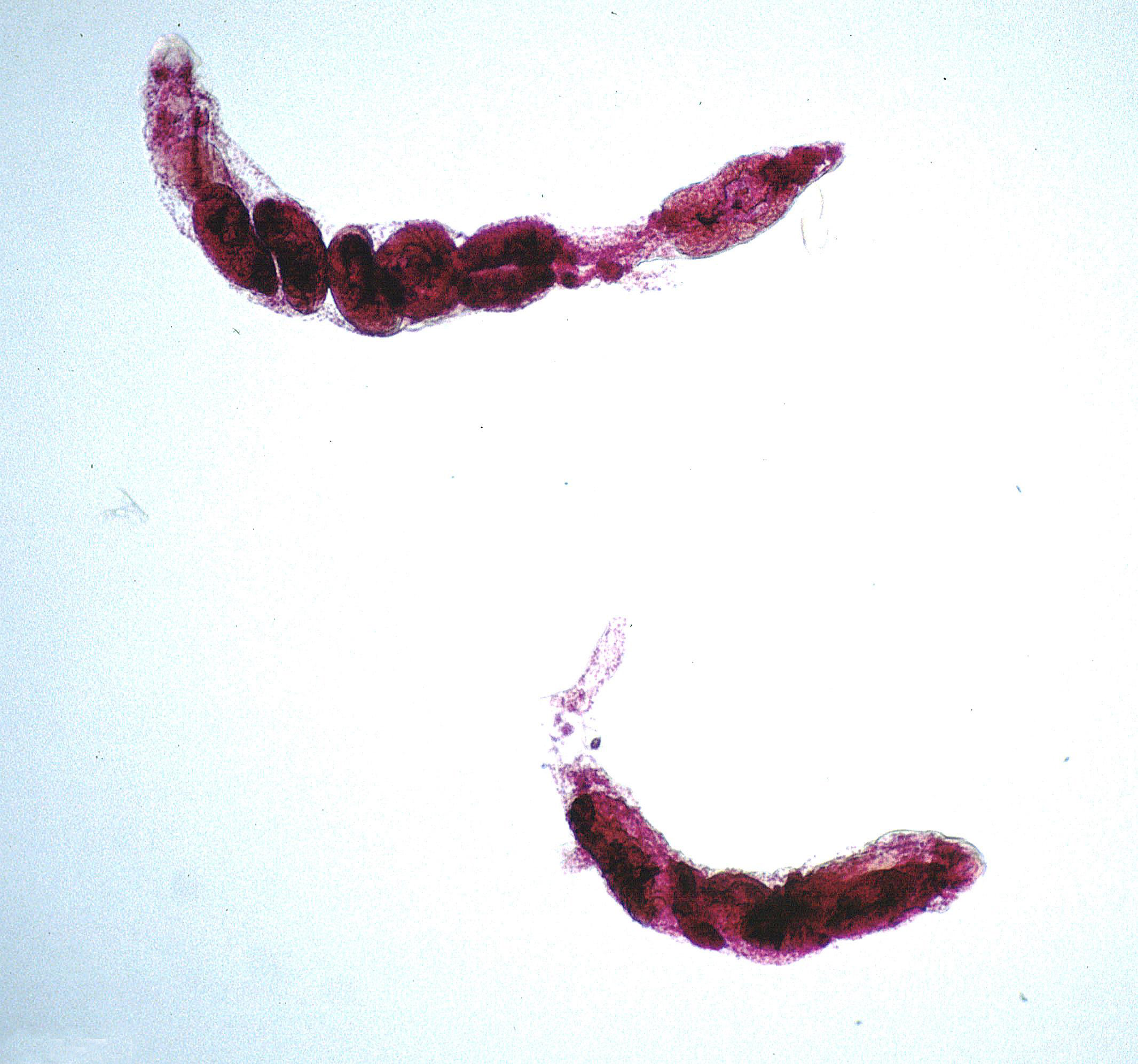
Redia przywry z rodzaju Fasciola

Redia – jedna z larw przywr wnętrzniaków. Żyje w organizmie żywiciela pośredniego. Powstaje w wyniku partenogenetycznego rozmnażania się sporocysty lub poprzedniego pokolenia redii, a czasem z miracidium. Rozmnaża się, podobnie jak sporocysta, dzieworodnie i daje początek kolejnemu pokoleniu redii lub cerkariom. Posiada otwór gębowy, gardziel i zawiązek jelita, a także otwór, przez który potomstwo opuszcza jej organizm.
Stadium redii możemy znaleźć między innymi u motylicy wątrobowej oraz przywry kociej.